# رافائلا پیسو
رافائلا پیسو (انگلیسی: Raffaele Pisu؛ زادهٔ ۲۴ مهٔ ۱۹۲۵ - درگذشت ۳۱ ژوئیه ۲۰۱۹) یک هنرپیشه اهل ایتالیا بود.
از فیلم‌ها یا برنامه‌های تلویزیونی که وی در آن نقش داشته‌است می‌توان به پیامدهای عشق و تعطیلات آخر هفته، به سبک ایتالیایی اشاره کرد. پیسو در سال ۲۰۰۵ برنده جایزه انجمن ملی فیلم ایتالیا بهترین بازیگر نقش مکمل مرد شد.